# Коул, Аллан
Аллан Коул (англ. Allan Cole; 19 ноября 1943 — 29 марта 2019) — американский писатель, автор фантастических романов и сценариев.
Аллан родился в семье оперативника ЦРУ в Филадельфии, штат Пенсильвания. Вследствие особенностей работы отца он вырос в Европе, на Среднем Востоке и на Дальнем Востоке.
В соавторстве с Крисом Банчем написал множество романов, самые известные из которых входят в цикл Хроники Стэна. Кроме этого, Аллан Коул написал более сотни сценариев к телесериалам и в течение 14 лет являлся корреспондентом Лос-Анджелесской газеты, ведущим собственные расследования.
Был женат на Кэтрин, сестре Криса Банча. Умер от рака.

### Романы и серии книг в соавторстве с Крисом Банчем

#### Серия «Хроники Стэна»
Известная как «Хроники Стэна», (или просто Стэн, или Приключения Стэна), эта серия рассказывает историю из далёкого будущего. Главными чертами действия являются экшн и юмор, однако также они содержат и политическую критику. Авторы показали реальности политической жизни и роль простого выходца из рабочего класса в ней, показывая читателю его видение ситуации, что позволило главному герою стать весьма реалистичным.
- 1982: «Стэн» (ISBN 0-345-32460-9)
- 1984: «Волчьи миры» (ISBN 0-345-31229-5)
- 1985: «При дворе Вечного Императора» (ISBN 0-345-31681-9)
- 1988: «Флот обречённых» (ISBN 0-345-33172-9)
- 1989: «Месть проклятых» (ISBN 0-345-33173-7)
- 1990: «Возвращение Императора» (ISBN 0-345-36130-X)
- 1992: «Вихрь» (ISBN 0-345-37151-8)
- 1993: «Конец империи» (ISBN 0-345-37696-X)

#### Anteros
- The Far Kingdoms (1985) (ISBN 0-345-38056-8)
- The Warrior’s Tale (1994) (ISBN 0-345-38734-1)
- Kingdoms of the Night (1995) (ISBN 0-345-38732-5)

#### Романы
- A Reckoning For Kings (1987) (ISBN 0-689-11707-8)

### Прочее
- Армагеддон — совместно с Ником Перумовым

## Телеработы
Коул продал сценарии более чем для ста телевизионных эпизодов, включая для таких телесериалов, как: «Quincy, M.E.», «The Rockford Files», «Невероятный Халк» (1977 г.), «Dinosaucers», «Бак Роджерс в XXV веке», «Частный детектив Магнум», «Werewolf» и «Крутой Уокер: правосудие по-техасски».
Также он 14 лет работал газетным редактором в Лос-Анджелесе и журналистом, специализирующимся на расследованиях.